# شهرستان گمیشان
شهرستان گُمیشان یکی از شهرستان‌های استان گلستان در شمال ایران است.
شهرستان گمیشان بین ۵۳ درجه و ۵۴ دقیقه تا ۵۴ درجه و ۲ دقیقه طول شرقی و ۳۶ درجه و ۴۹ دقیقه تا ۳۷ درجه و ۲۱ دقیقه عرض شمالی در قسمت غربی استان واقع شده‌است. این شهرستان از شمال به کشور ترکمنستان، از جنوب به شهرستان ترکمن، از شرق به شهرستان آق قلا و از غرب به دریای خزر محدود می‌شود.

## وسعت
شهرستان گمیشان ۱/۱۲۸۶ کیلومتر مربع (۳/۶ درصد از مساحت استان و رتبه ۶ از نظر وسعت در بین شهرستان‌های استان) می‌باشد.

## تقسیمات کشوری
- بخش مرکزی:
  - شهرها: گمیشان
  - دهستان‌ها: دهستان جعفربای شرقی، دهستان جعفربای غربی
- بخش گلدشت:
  - شهرها: سیمین شهر
  - دهستان‌ها: دهستان استرآباد جنوبی، دهستان انجیرآب، دهستان روشن آباد

## جمعیت
بنابر سرشماری مرکز آمار ایران، جمعیت بخش گمیشان شهرستان بندرترکمن در سال ۱۳۸۵ برابر با ۵۹۴۱۰ نفر بوده‌است.
این شهرستان در فاصله ۴۵ کیلومتری از مرکز استان گلستان دارای ۶۱۹۸۲ نفر جمعیت و مساحت ۱۲۸۵ کیلومتری مربع می‌باشد.
این شهرستان از دو بخش مرکزی به مرکزیت شهر گمیشان و بخش گلدشت به مرکزیت سیمین شهر تشکیل شده‌است.
بر اساس سر شماری سال ۱۳۸۵ جمعیت شهر گمیشان ۱۵۶۳۹ نفر و جمعیت سیمین شهر ۱۳۵۴۵ نفر می‌باشد.
صنایع دستی شهرستان گمیشان عمدتاً بر تولید قالیچه، قالی، گلیم، نمد، پشتی، روسری ترکمنی، جاجیم و فرش‌های دستباف می‌باشد که علاوه بر ایجاد اشتغال برای زنان و دختران ترکمن نقش مهمی در صادرات کشور دارد. بسیاری از اراضی این منطقه به دلیل شوری آب و خاک و خشکسالی به صورت بلاستفاده و لم یزرع می‌باشد و اراضی قابل کشت عمدتاً به گندم، جو و پنبه اختصاص دارد. دامپروری با وجود بیش از ۱۳۰۰۰۰ انواع دام علاوه بر ایجاد اشتغال، فراورده‌های لبنی این شهرستان را فراهم می‌نماید. وجود آبزیان گوناگون و بالاخص حیات ماهیان خاویاری در سواحل این شهرستان، زمینه فعالیت شرکت‌های تعاونی خاویاری پره را فراهم نموده و با سرمایه‌گذاری و بهره‌برداری صحیح می‌توان علاوه بر ایجاد فرصتهای شغلی صادرات این محصول را نیز توسعه داد. از مناطق گردشگری و باستانی این شهرستان می‌توان تالاب گمیشان، گل افشان نفت لیجه، بافت قدیم شهر گمیشان، موزه مردم‌شناسی، زیارتگاه بها الدین نقشبندی، دیوار تاریخی گرگان و قیزلر قلعه را نام برد. بازار هفتگی گمیشان چهارشنبه بازار می‌باشد.
موقعیت جاذبه‌های شهرستان گمیشان
نام جاذبه
در مرکز شهر (بافت قدیمی)
تالاب بین‌المللی گمیشان
این تالاب در ضلع شمالی شهرستان قرار دارد.